# Schistes de Pierre
Les schistes de Pierre (Pierre Shale en anglais) sont une formation géologique datant du Crétacé supérieur se situant dans l'Est des montagnes Rocheuses, dans les Grandes Plaines, dans la Pembina Valley, s'étendant du Canada jusqu'au Nouveau-Mexique.
Les schistes de Pierre sont décrits en 1862 par les géologues Fielding Bradford Meek (en) et Ferdinand Vandeveer Hayden dans Proceedings of the Academy of Natural Sciences of Philadelphia (en). Ils le décrivent comme un schiste gris foncé, fossilifère, avec des veines de gypse et des concrétions d'oxyde de fer. Les schistes de Pierre ont une épaisseur d'environ 956 m dans la localité type. Il recouvre la division de Niobrara et sous-tend les lits de Fox Hills. Le site doit son nom à un événement près de Fort Pierre, sur le Missouri, dans le Dakota du Sud.
Les schistes de Pierre sont d'origine marine et ont été déposés dans la voie maritime intérieure de l'Ouest. Ils sont corrélatifs avec d'autres schistes marins qui se trouvent plus à l'ouest, tels que la formation de Bearpaw, les schistes de Mancos et les schistes de Lewis (en). Ils correspondent avec la formation de Lea Park (en) dans le centre de l'Alberta. Les schistes de Pierre sont recouverts par des dépôts marins marginaux de la formation de Fox Hills.
La majeure partie de la formation date de l'étage Campanien du Crétacé supérieur. Cependant, la découverte de fossiles de Baculites baculus (en) dans les couches supérieures des schistes de Pierre dans la région de Raton, au Nouveau-Mexique, montre que les dépôts se sont poursuivis ici jusqu'au Maastrichtien inférieur.

## Ressources minérales
Les schistes de Pierre sont la formation hôte des gisements pétroliers commerciaux dans les champs de Florence et de Canon City au Colorado, dans le comté de Fremont et le champ pétrolifère de Boulder (en) dans le comté de Boulder. Plus récemment, du gaz naturel était extrait dans le bassin de Raton (en), dans le Sud du Colorado. Les schistes sont généralement trop imperméables pour l'extraction d'hydrocarbures, mais celle-ci peut être réalisée dans les zones naturellement fracturées ou fracturées par des moyens artificiels.